# Séisme de 790 à Constantinople
Le séisme de 790 à Constantinople est un tremblement de terre qui aurait affecté Constantinople et la Thrace, alors dans l'Empire byzantin et actuellement en Turquie, le 9 février 790.
L'évènement est rapporté par Théophane le Confesseur qui le qualifie de « très épouvantable », et mentionne que la population de la ville se réfugie dans les jardins et que l'impératrice Irène et Constantin VI, alors enfant, prennent leurs quartiers dans une résidence d'été. Cependant, ce témoignage serait à nuancer car il pourrait être très exagéré, à moins que le séisme, qualifié de « punition divine », n'ait été entièrement inventé par l'auteur, mécontent de la politique impériale.